# Benton-Test
Der Benton-Test, auch als Benton Visual Retention Test bekannt, untersucht die Merkfähigkeit für visuell-räumliche Stimuli. Er wird bei der diagnostischen Abklärung organischer Hirnschädigungen eingesetzt und ist einer der verbreitetsten Tests seiner Art (seit 1946). Testautor war Arthur Lester Benton (1909–2006).

## Ablauf
Der Untersucher zeigt dem Patienten standardisierte Stimuluskarten mit geometrischen Mustern für jeweils wenige Sekunden. Dann soll der Patient das jeweilige Muster direkt nach der Darbietung zeichnen. Bei alternativer Anwendung soll der Patient die Muster entweder abzeichnen oder er soll Muster aus Vorlagen auswählen. Die verschiedenen Kombinationsmöglichkeiten der 8. Auflage aus dem Jahr 2009 sind in folgender Tabelle dargestellt:
|             |               | TESTFORM                                           | TESTFORM                                           | TESTFORM                                           | TESTFORM                                           | TESTFORM                                           | TESTFORM                              | TESTFORM                              |
|             |               | Parallelformen                                     | Parallelformen                                     | Parallelformen                                     | Parallelformen                                     | Parallelformen                                     | Parallelformen                        | Parallelformen                        |
|             |               | A                                                  | B                                                  | C                                                  | D                                                  | E                                                  | F                                     | G                                     |
| ----------- | ------------- | -------------------------------------------------- | -------------------------------------------------- | -------------------------------------------------- | -------------------------------------------------- | -------------------------------------------------- | ------------------------------------- | ------------------------------------- |
| Instruktion | A             |                                                    |                                                    | 10 Figuren freies Zeichnen nach 10 Sek. Darbietung | 10 Figuren freies Zeichnen nach 10 Sek. Darbietung | 10 Figuren freies Zeichnen nach 10 Sek. Darbietung |                                       |                                       |
| Instruktion | A-Langversion | 20 Figuren freies Zeichnen nach 10 Sek. Darbietung | 20 Figuren freies Zeichnen nach 10 Sek. Darbietung |                                                    |                                                    |                                                    |                                       |                                       |
| Instruktion | C             |                                                    |                                                    | 10 Figuren Abzeichnen                              | 10 Figuren Abzeichnen                              | 10 Figuren Abzeichnen                              |                                       |                                       |
| Instruktion | M             |                                                    |                                                    |                                                    |                                                    |                                                    | 15 Figuren Auswahl aus 4 Alternativen | 15 Figuren Auswahl aus 4 Alternativen |

## Anwendbarkeit
Der Test ist ab dem 7. Lebensjahr anwendbar.